# HD 176598
HD 176598，又名BD+65 1309，SAO 18079、HR 7187，是一颗恒星，视星等为5.63，位于銀經95.68，銀緯23.95，其B1900.0坐标为赤經18h 55m 59s，赤緯+65° 23.95′ 25″。